# 2004年中国大陆
| 中国历史 / 中国历史年表 |
| 世紀： 20世纪中国 / 21世纪中国 / 22世纪中国 |
| 年代： 1970年代中国大陆 / 1980年代中国大陆 / 1990年代中国大陆 / 2000年代中国大陆 / 2010年代中国大陆 / 2020年代中国大陆 / 2030年代中国大陆                     |
| 年份： 2000年中国大陆 / 2001年中国大陆 / 2002年中国大陆 / 2003年中国大陆 / 2004年中国大陆 / 2005年中国大陆 / 2006年中国大陆 / 2007年中国大陆 / 2008年中国大陆 |
| 纪年： 甲申年（猴年）、中华人民共和国成立55周年 |

## 領導人
- 中華人民共和國中央軍事委員會主席-江澤民
- 中國共產黨中央軍事委員會主席-胡錦濤 （2004年9月19日起)
- 中國共產黨中央委員會總書記-胡錦濤
- 中華人民共和國主席-胡錦濤
- 全國人民代表大會常務委員會委員長-吳邦國
- 中華人民共和國國務院總理-溫家寶
- 中國人民政治協商會議全國委員會主席-賈慶林
- 中共中央政治局常委：曾慶紅(副主席)、黃菊(副總理)、吳官正(紀委)、李長春(?)、羅乾(政法委書記)
- 中央軍事委員會副主席：郭伯雄、徐才厚

## 大事記

### 1月
- 1月1日——日本首相小泉纯一郎上午再次参拜靖国神社。中国表示反对。中央人民广播电台第一套节目正式更名为中国之声。世界首条商业运行的磁悬浮上海磁悬浮列车正式投入运行。北京地铁13号线不再使用过渡车，每天有15列新车上线运行。已有17组68节调频调压车（VVVF）投入运营。北京五环路全面停止收费。中国内地与香港、澳门更紧密经贸关系安排（CEPA）开始实施。
- 1月2日——中国工程院院士钟南山表示，对广州SARS疑似病例的冠状病毒基因序列测定结果显示，这是一个新的、未发表过的序列，表明存在着病毒变异。
- 1月3日——中国证监会等4个机构宣布接管全国第四大证券公司南方证券，原因是南方证券违规经营。
- 1月4日——《高端访问》栏目在CCTV-1开播。
- 1月5日——中国卫生部的疫情通报说，广东非典疑似病例确诊为确定诊断病例。香港及广东专家最新的检测结果显示，广东市场上的果子狸SARS冠状病毒基因结构与最近的疑似病例基因片断相似，进一步提示人类的SARS冠状病毒可能来源于果子狸。
- 1月6日——中国国务院决定对中国银行和中国建设银行两个银行实行股份制改革试点，建立股东大会、董事会、监事会制度。国务院还将动用450亿美元国家外汇储备等为其补充资本金。（页面存档备份，存于）广东决定全面封杀被怀疑是SARS病毒来源的野生动物果子狸，引起极大争议。世界卫生组织表示反对，称目前还无法完全确定果子狸就是SARS的来源。
- 1月9日——中国石油公司高层人事变动，中石油原副总吴耀文被免职，但是公司否认与去年12月23日发生的重庆开县井喷事故有关。此外检察机关也已经对井喷事故进行刑事侦查，对5人采取刑事拘留或监视居住的强制措施。（页面存档备份，存于）（页面存档备份，存于）
- 1月10日——广州展开大规模灭鼠行动，全市投放灭鼠毒谷的总量将达上百吨。中国外交部在针对美国有关支持香港民主化的表态时说，美国应该停止干涉香港事务，香港的政治体制必须按照基本法的规定，从香港的实际情况出发，循序渐进地发展，这符合香港各界的长远利益。（页面存档备份，存于）中国政府第二号通缉犯、六四天安门事件学生领袖吾尔开希抵达香港，准备参加梅艳芳的葬礼。他在机场发表了一份声明，表示希望可以回到中国大陆。这是他15年后首次蹋上中华人民共和国的实际管辖领土。（页面存档备份，存于）（页面存档备份，存于）
- 1月11日——电视剧《还珠格格3天上人间》在湖南卫视上映。经国务院批准，撤销陇南地区，设立地级陇南市，原武都县改为武都区。
- 1月12日——广州确认又发现一名SARS疑似病例，这已经是入冬以来广州所爆发的第三起SARS疑似病例。（页面存档备份，存于）（页面存档备份，存于）（页面存档备份，存于）
- 1月15日——中国男歌手刀郎发行原创专辑《2002年的第一场雪》。
- 1月16日——国台办安排境内外媒体前往采访被羁押的7名台湾间谍嫌疑人。（页面存档备份，存于）（页面存档备份，存于）（页面存档备份，存于）
- 1月17日——中国卫生部宣布已经确定广东两例的两例SARS疑似病例为确诊病例。（页面存档备份，存于）（页面存档备份，存于）
- 1月19日中国SARS病毒灭活疫苗获得国家食品药品监督管理局批准进入I期临床试验阶段，不久将首次在志愿者体内接种。（页面存档备份，存于）
- 1月20日—— 中国国家统计局公布初步核算数字，中国大陆2003年全年经济增长9.1%，这是自1997年以来增长最快的一年；全国人均GDP达到1090美元，首次突破1000美元。国家统计局局长李德水在记者发布会上表示，中国经济总体上未出现过热现象。（页面存档备份，存于）[]（页面存档备份，存于）（页面存档备份，存于）（页面存档备份，存于） 北京市旅游局在全面检查了当地的五星级酒店后，否认早前有关北京半数五星级酒店有军团菌的消息。（页面存档备份，存于）（页面存档备份，存于）
- 1月24日——辽宁电视台三频道首播《马大帅》。
- 1月 达赖喇嘛表示，支持有关印度帮助西藏人和中国领导人实现对话的主张。据报道，西藏流亡政府已经放弃了西藏独立的要求，而是建立一个在中国内部自治的地区。（页面存档备份，存于）

### 2月
- 2月1日——《中华人民共和国银行业监督管理法》正式施行。
- 2月4日——经国务院批准，调整哈尔滨市行政区划：撤销呼兰县，设立呼兰区；撤销太平区，并入道外区；设立松北区。
- 2月5日——19:45，密云灯会踩踏事故。
- 2月11日——贵州六盘水市钟山区汪家寨镇尹家地煤矿瓦斯爆炸，7人轻伤，25人死亡。
- 2月15日——吉林省吉林市中百商厦发生特大火灾53人丧生，70人受伤。火灾原因查明：于洪新在商厦的三号简易仓库丢弃一个烟头引起的。
- 2月20日——中央重放邓小平关于一国两制的讲话，令香港人确认爱国主义。
- 2月23日——黑龙江鸡西市梨树区鸡西煤业公司百兴煤矿瓦斯爆炸，37人死亡。
- 2月25日——第二轮朝鲜问题六方会谈开始在北京举行。

### 3月
- 3月1日——山西晋中市介休市连福镇金山坡煤矿瓦斯爆炸，28人死亡。
- 3月4日——中国暂停登记新的网吧等互联网上网服务营业场所。
- 3月12日——贵州毕节地区毕节县杨家湾镇华祥煤矿瓦斯爆炸，14人死亡。
- 3月14日——第十届全国人民代表大会第二次会议通过了宪法修正案，首次明确规定了“国家尊重和保障人权”。首次明确规定“国家保护合法的私有财产”，中国市场经济基本原则在中国社会得到确认。总理温家宝：没有政改的成功经改最终也不能成功。中国科学家周琪获国际转基因研究领域大奖。
- 3月15日——马加爵当天晚上在海南省三亚市被抓获。
- 3月20日——中共中央台湾工作办公室、国务院台湾事务办公室声明说：3月20日，台湾当局执意举办所谓“和平公投”，试图挑衅两岸关系、分裂国家，“公投”结果无效。事实证明，此举不得人心。任何把台湾从中国分割出去的企图都是注定要失败的。
- 3月23日——中科院院士陈中伟在上海意外坠楼身亡
- 3月24日——6:26，冯锦华、张立昆等7名民间保钓人士首次成功登陆钓鱼岛。他们遭日方扣押，经中方严正交涉，日方不得不将其释放。
- 3月25日——中国嫦娥工程公布绕月飞行时间表
- 3月26日——二战日本侵华战争中国劳工对日索赔案：中国新舄劳工受害者起诉日本政府案，新舄地方法院判决中国劳工胜诉。
- 3月29日——中央电视台音乐频道（CCTV-15）正式开播。中国工程院院士、水稻研究专家袁隆平教授和非洲水稻专家蒙蒂·琼斯博士共同被授予2004年度世界粮食奖。中国各地全面停止审批新设立和扩大各类开发区
- 3月30日——国务院台湾事务办公室网站说，对于最近台湾局势，国务院台办发言人已于此前发表了谈话，表明了态度。国务院台办决定，3月31日的例行新闻发布会取消。中国政府发表中华人民共和国和多米尼克国建立外交关系的联合公报
- 3月31日——“甘肃第一小康村” 兰州西固区西固乡西固村村委会主任辞，4委员遭罢免，村民13年来第一次行使自己的权利
- 3月大陆发动舆论反对台湾公投。

### 4月
- 4月1日——中国福利彩票“双色球”实现电视现场直播，中国教育电视台1套（CETV-1）开奖日20：30播出。
- 4月2日——人大常委会开第八次会议，将对香港基本法释法。
- 4月3日——温家宝见日外相谈靖国神社、台湾、钓鱼岛问题。《电影传奇》在CCTV-1开播。
- 4月7日——中纪委监察部派驻机构统一管理工作会议召开 。
- 4月19日——越南不顾中国与菲律宾的强烈抗议，组织首次赴有争议的南沙群岛的旅游活动。
- 4月19日到21日——朝鲜领导人金正日对中国进行非正式访问与温家宝、江泽民等中国要人进行了会谈。回国后中朝边界发生大爆炸。
- 4月21日——中国国家足球队在位于西班牙巴塞罗那的诺坎普体育场以0-6的比分负于西甲劲旅巴塞罗那队。
- 4月23日——当地时间凌晨3时35分许，右翼政治团体日本皇民党的一辆大型宣传车冲撞中国驻日本大阪总领事馆大门，造成大门严重受损，馆舍建筑部分遭到破坏。这是中日恢复邦交以来，日本右翼分子蓄意破坏中国驻日外交馆舍最为严重的事件。
- 4月27日——国家主席胡锦涛会见来访的瑙鲁总统勒内·哈里斯
- 4月28日——《声音》正式停播，撤出CCTV-13。
- 4月29日——非典：中国大陆9例——4例确诊，安徽省１例，北京3例；5例疑似病例，安徽1例，北京４例
- 4月30日——山西临汾地区隰县梁家河煤矿瓦斯爆炸36人死亡，13人受伤。内蒙乌海市海南区鑫源煤矿透水，15人死亡。

### 5月
- 5月1日——中国将有42部法律、法规、规章、司法解释开始实施，道路交通安全法开始正式实施
- 5月3日一12名中国工程师在巴基斯坦瓜达尔港遭到汽车炸弹袭击。3死9伤。温家宝与德国总理格哈特·施罗德（Gerhard Schroeder）举行会谈
- 5月5日一中国总理温家宝会见比利时国王阿尔贝二世。北京时间2:49~6:12发生月全食，中国西北、西南、海南可见全过程，其余地区带食月落，其中黑龙江最东端只可见开头的偏食阶段，东北其余地区和山东半岛可见开头的偏食阶段和一部分全食阶段，华北、华东、华中、广东可见完整的全食阶段，只是结尾的偏食阶段有一部分看不到。
- 5月6日——中国国务院总理温家宝抵达罗马，开始对意大利进行为期３天的正式访问
- 5月9日——温家宝抵达伦敦 开始对英国为期三天的访问。中国“杂交水稻之父”袁隆平院士等１０位世界顶尖科学家、艺术家获以色列“犹太人诺贝尔奖”之称的沃尔夫奖
- 5月10日——温家宝与英国首相布莱尔会谈
- 5月11日——温家宝抵达都柏林，开始对爱尔兰为期两天的访问
- 5月13日——黑龙江七台河市新兴区七台河（精煤）集团新兴煤矿二区二采瓦斯爆炸12人遇难。马达加斯加总统马克·拉瓦卢马纳纳访问中国
- 5月14日——中国大陆因交通事故导致死亡列世界第一，上年全世界因此死亡达50万人，中国大陆为10.4万人，印度、美国和俄罗斯紧随其后，分别为8.6万人、4万人和2.6万人。乌鲁木齐沙尘暴
- 5月15日——计算机病毒：中华人民共和国国家信息中心开通数据恢复热线应对“震荡波病毒”欧阳自远：中国探月计划已完成仪器和程序设计
- 5月16日——哈萨克斯坦总统努尔苏丹·纳扎尔巴耶夫访问中国。中国队夺得汤姆斯杯羽毛球赛冠军。
- 5月17日一中共中央台湾工作办公室、国务院台湾事务办公室受权就当前两岸关系问题发表声明。“5·17声明”是大陆历次对台讲话中规格最高、内容最强硬的一次。完全代表中国政府最高层和中国人民的立场。胡锦涛与来华访问的哈萨克斯坦总统纳扎尔巴耶夫举行会谈。
- 5月18日——山西省吕梁地区交口县双池镇蔡家沟煤矿爆炸，33人死亡，直接经济损失293.3万元[1]。
- 5月20日——越南总理潘文凯抵北京开始对中国进行为期５天的访问
- 5月23日——血吸虫卷土重来，钉螺分布面积达2.22万公顷，受威胁人口约6500万人，累计血吸虫病人1200多万例，患者81万例
- 5月24日——齐齐哈尔市发生日军遗留化学武器——芥子气中毒事件，约有8至9名中毒者被送往当地医院接受治疗。
- 5月25日——陕西法门寺佛指舍利及20件国家一级文物赴香港展出。
- 5月28日——中国全国人大常委会委员长吴邦国抵达索非亚，开始对保加利亚进行正式友好访问。
- 5月下旬起，日本媒体炒作中国在东海开发春晓油气田“超越了东海海域‘中间线’”，“侵犯了日本的海洋权益”，要求中国提供相关海域的海底资源资料，遭到中方的拒绝。

### 6月
- 6月1日——经国务院批准，国家发展改革委正式颁布实施《汽车产业发展政策》。天津电视台少儿频道正式开播。胡锦涛会见来华访问的坦桑尼亚联合共和国总统 姆卡帕
- 6月2日——上海F1赛道全面建成。
- 6月6日——北京市京煤集团大安山煤矿920水平西一后槽采区东四石门一煤巷坍塌，10人死亡。
- 6月8日——1882年以来的首次金星凌日出现。胡锦涛乘专机离开北京，开始对波兰、匈牙利、罗马尼亚、乌兹别克斯坦进行国事访问。胡锦涛与波兰总统会谈，并签署中波联合声明。
- 6月9日——贵州六盘水市六枝特区落别乡永六煤矿瓦斯爆炸10人遇难。
- 6月10日——吉林万宝煤矿红旗二井井下电缆放炮火灾，11人死亡，3人受伤。中国援阿富汗一建筑工地遭恐怖袭击致11死5伤。
- 6月11日——中国大陆正式对维基百科进行封锁，不少內地站友都不能连上本站，多位管理员亦因此而不能履行管理员的职责。与此同时，中国新闻网：中宣部部长刘云山强调新闻宣传必须主动占领互联网这个新阵地
- 6月15日——陕西省黄陵矿业公司一号煤矿瓦斯爆炸，23死。
- 6月17日——上海合作组织第四次峰会在乌兹别克斯坦首都塔什干举行，接纳蒙古国为观察员。马加爵在云南昆明被执行死刑
- 6月18日——衡阳中考试题泄密事件
- 6月20日——中国新增15上将，分别是：葛振峰、张黎、由喜贵、张文台、胡彦林、郑申侠、赵可铭、朱启、李乾元、刘冬冬、雷鸣球、刘镇武、杨德清、吴双战和隋明太。曾庆红离开北京，开始出访突尼斯、多哥、贝宁、南非四国的行程。李长春离开北京，开始出访哈萨克斯坦、乌克兰、希腊和法国的行程。
- 6月22日——亚洲合作对话组织（ACD）第三次外长会在青岛开幕，中国国务院总理温家宝出席。内蒙古大兴安岭北部原始林区，因雷击引发大面积森林大火，火点达12处，过火面积为700多公顷。西藏境内首次铺铁路，青藏铁路在西藏境内铺轨。曾庆红会见突尼斯总统，并与突尼斯签署8项合作文
- 6月26日——广西河池交通安全事故，19死2失踪。湛江市举行“拒绝毒品、拒绝赌博”大游行活动。中国海关总署首次当选为世界海关组织理事会副主席
- 6月29日——在北京市地铁4、5、9、10号线项目融资研讨暨推介会上，政府表示北京地铁将逐步实行分段收费。
- 6月30日——中国国务院台湾事务办公室召开记者会，称只要台湾方面承认钱其琛所提的几点立场，就可以就三通展开谈判。钱其琛曾提到在商谈三通时可以避免一个中国的前提。发言人李维一也重申并未封杀张惠妹，张惠妹7月在大陆的演唱会也会照常举行。少林寺在全球80个国家申请注册商标，保护其品牌不被滥用。

### 7月
- 7月1日——中国第一部《行政许可法》开始实施。广州获得2010年亚运会主办权。河南省正式实施《河南省监狱提请老病残罪犯减刑假释实施办法》和《河南省监狱老病残罪犯认定标准》，中国大陆首次对老病残罪犯进行减刑和假释。中国在全国范围内开始实施相当于欧洲二号标准的国家机动车污染物排放标准第二阶段限值。第28届世界遗产委员会会议批准中国高句丽王城、王陵及贵族墓葬项目列入世界遗产名录。黄静裸死案七人司法鉴定专家团会聚湖南进行第五次司法鉴定，将再次尸检。
- 7月2日——中国外长李肇星会见了美国国务卿鲍威尔，重申中方反对美方以任何借口向台湾出售武器。台湾前华侨商業银行行长、经济部长戴立宁返台后表示，自己出任中国证监会国际顾问团委员并未违反台湾法律，指陆委会查办违反法律原则。环球嘉年华在北京开园。
- 7月6日——中国国家禽流感参考实验室最终确诊发生在安徽省巢湖市居巢区的鸡只死亡为H5N1亚型高致病性禽流感。

7月7日——中国就日本在东海进行海洋资源调查提出严正交涉。
- 7月10日——中国尝试以“利益导向”应对性別比例失衡问题
- 7月11日——中国北京、广西、贵州暴雨成灾，北京六处房屋倒塌，广西星期五晚到星期天连续降暴雨，受灾人口达五十七万。
- 7月12日——罕见沙尘暴袭击甘肃酒泉嘉峪关等地 。
- 7月14日——中美两国已就集成电路增值税问题正式达成谅解。中国地质博物馆经历3年的整修后重新开馆。
- 7月15日——内蒙古自治区扎兰屯市发生风灾。
- 7月16日——张艺谋执导的武侠电影《十面埋伏》上映。
- 7月17日～8月7日——2004年中国亚洲杯在中国举行。7月17日中国队首战2：2被巴林队逼平。
- 7月18日——中国东方少儿频道正式开播
- 7月19日——中国南京电视台少儿频道正式开播。山西朔州市怀仁县芦子沟煤矿瓦斯爆炸12人死亡。
- 7月20日——中国北极科考队启程前往北极，准备建立中国第一个北极考察站。中国互联网络信息中心在北京发布了《第十四次中国互联网发展状况统计报告》。
- 7月21日——蒋彦永医生在被军方关押45天后获释。在2004年亚洲杯足球赛比赛中，中国队5:0大胜印度尼西亚队，在A组领先。
- 7月22日——明十三陵德陵抢修工程竣工。
- 7月25日——中国发射探测二号卫星，实现地球空间双星探测计划。第89届国际世界语大会在北京开幕。在2004年亚洲杯足球赛比赛中，中国队1:0小胜卡塔尔队，在A组7分第一战绩出现。
- 7月26日——湖南娄底市涟源市安平镇银广石煤矿煤与瓦斯突出16人死亡。
- 7月28日——中国在北极的第一个科学考察站——黄河站建成，武汉地铁1号线开通运营，成为中西部地区首个拥有地铁的城市。布达拉宫第一批维修项目竣工。
- 7月30日——在2004年亚洲杯足球赛四分之一决赛比赛中，中国队3:0大胜并淘汰伊拉克队，进军四强。早上刚过八时，一架正在执行航拍任务的军机在河北省丰宁县四岔口乡李起龙村门土沟门自然村坠毁，机上5人全部遇难。湖北省人民代表大会接受蒋超良辞去湖北省副省长职务的请求。

### 8月
- 8月1日——中国第一次全国经济普查（全国经济普查）从北京启动
- 8月2日——新的广州白云国际机场落成。
- 8月3日——南京启动秦淮河环境整治工程。西气东输管道工程全面完工。搜狐推出第三代互动式搜索引擎“搜狗”。为打击盗版行为，微软将会推出廉價版Windows。這廉價版Windows专门提供给发展中国家，特別是盜版率高達92％的中国大陆使用。2004年亚洲杯足球赛进行半决赛。中国队在加时赛后平伊朗1:1，嗣后以点球4-3的战绩险胜伊朗队，进军决赛。在另外一场比赛中，日本队在加时赛入球，以4:3的比分战胜巴林队，进军决赛。
- 8月4日——江西靖安发现罕见野生红豆杉群，据测算，这片野生红豆杉群面积达2000余亩，总数量在10万株以上。
- 8月6日——山西运城地区河津市小弯沟煤矿瓦斯爆炸，经核实当时井下121人，其中95人安全出井，5人获救，10人死亡，11人下落不明。在抢救过程中又发生二次爆炸，井下有49人（救护队员28人，矿工21人），有22名救护队员轻伤。
- 8月7日——2004年亚洲杯足球赛决赛在北京工人体育场进行，日本队靠手球3-1战胜中国队，蝉联亚洲杯冠军。中国球迷举行反日游行。中国外交部发言人表态“中方不赞成足球比赛中少数球迷的偏激行为”，“期待着中日球迷能在非常文明地欣赏到一场精彩的比赛”，日本媒体则大肆炒作说，亚洲杯决赛变成中国球迷的“反日战场”，竭力宣扬中国人的反日情绪如何高涨。
- 8月8日——中國部份激動球迷因為不滿日本隊勝出，聚集在日本隊入住的酒店門外叫嚷。多位香港記者在採訪時受到阻止，並被驅趕。記者只能以手電報導現場實況。
- 8月10日——云南省昭通市鲁甸县发生里氏5.6级地震。造成3人死亡，594人受伤。
- 8月11日——2004年雅典奥运会女足F组首场比赛，中国女足0-8惨败德国，遭受到中国足球史上正式比赛中的最惨重败绩。
- 8月12日——台风“云娜”已造成浙江29人死亡1500多人伤。
- 8月13日——香港民主党立法会候选人何伟途在东莞嫖娼被抓获。中国清代样式雷建筑图档申报2005年世界记忆遗产。
- 8月16日——上海市部分地区遭遇龙卷风袭击，许多地方停电。
- 8月19日——2004雅典奥运：中国选手张国政获得举重男子69公斤级比赛的金牌。四川宜宾两名上网者因浏览浙江的一个色情网站并在该网站留言，被宜宾警方逮捕。成都幼女李思怡被饿死案一审审结，两名民警以玩忽职守罪分别判处有期徒刑3年和2年。
- 8月22日——纪念邓小平诞辰100周年大会召开。胡锦涛发表讲话，高度评价邓小平为民族独立、人民解放和国家富强、人民幸福建立的不朽功勋，强调邓小平理论和“三个代表”重要思想是指引我们胜利前进的伟大旗帜。
- 8月23日——863计划管理方式将实现重大转变，863计划将对非保密类的立项课题采取网上公告方式，公开课题承担单位、课题负责人以及课题经费等相关信息；着手建设并完善863计划管理信息系统。中国与朝鲜关系出现突变。朝鲜政府日前突然停止接待中国游客，并拒绝参加下一轮朝鲜核危机问题六方会谈。中国科学院主办的第19届国际动物学大会在北京召开，来自40多个国家和地区近700名动物学家出席了为期５天的大会。2004雅典奥运：中国选手滕海滨获得体操男子鞍马比赛的金牌。
- 8月24日——第一军医大学移交广东，更名为南方医科大学
- 8月25日——中国地质学家张宏仁当选新一届国际地质科学联合会主席。北京广播学院更名为中国传媒大学，并拟于9月7日学校50周年校庆时正式挂牌。中国选手彭勃获得男子跳水三米板比赛的金牌。
- 8月27日——在奥运会田径女子10000米比赛中，中国选手以邢慧娜从三名埃塞俄比亚强手中突出重围，凭借有力的冲刺以30分24秒36获得冠军，为中国田径又添一枚闪亮的金牌。埃塞俄比亚选手迪巴巴和图鲁分别以30分24秒98和30分26秒42获得银牌和铜牌。北京修筑鸟巢时强拆明朝娘娘庙遇怪事，造成2死70伤，后来被迫重新选址。
- 8月28日——中国田径选手刘翔在雅典奥运田径男子110米栏项目中以12.91秒的成绩夺得金牌，打破了奥运会记录，追平了威尔士的科林·杰克逊在1993年创造并保持的世界纪录，为中国夺得了第一块男子田径奥运会金牌。孟关良／杨文军在奥运会男子500米划艇决赛中，以1分40秒278的成绩夺冠，这是中国皮划艇项目的第一枚奥运金牌，也是中国水上项目在历届奥运会上所获得的第一枚金牌。
- 8月29日——中国、美国、俄罗斯等国多位生物学专家云集青海，共同携手拯救目前世界上最稀有的羚羊——普氏原羚。

### 9月
- 9月1日——时任国务院总理温家宝主持召开国务院全体会议，签署中华人民共和国国务院令（第414号），任命何厚鏵为中华人民共和国澳门特别行政区第二任行政长官，于2004年12月20日就职。中国的藏羚羊种群数量呈增长态势 至少达到10万只。2004年中国互联网大会幕。
- 9月3日——南部县的柴井乡和度门镇划归仪陇县管辖。第三届亚洲政党国际会议在北京开幕。
- 9月4日——贵州毕节地区金沙县城关镇安得胜煤矿瓦斯爆炸11人死亡。
- 9月5日——贵州毕节地区赫章县妈姑镇六合煤矿透水10人死亡。中国国家食品药品监督管理局公布19种劣质药品
- 9月6日——叠湖短期形成后迅速消失，罗布泊中又见水波荡漾。新疆全力抢救哈萨克族民间古典音乐六十二阔恩尔。中国南京军区福州总医院在世界上首次发现4个人类肾上腺脑白质营养不良相关基因突变。9月2日以来，四川和重庆遭遇罕见洪灾。四川因暴雨死亡人数升至55人，失踪人数增至52人。重庆21人丧生，27人失踪。凤凰卫视前副主席周一男灭门案今日于深圳开审。中国奥运金牌代表团访问香港
- 9月9日——云南曲靖市富源县竹园镇团结煤矿顶板事故，10人死亡，1人受伤。中国同时将两颗实践六号空间环境探测卫星成功送入太空。Google推出中文版的新闻服务。
- 9月10日——北京电视台卡酷动画频道正式开播。中国网球公开赛开打。
- 9月12日——北京外语广播正式开播。达赖喇嘛四名特使訪問北京。
- 9月13日——中国在量子化霍尔电阻基准研究方面获重大突破。一塌糊涂BBS被关闭，并且中国大陆的各大BBS相继发布公告，禁止讨论此事。
- 9月14日——由澳大利亞和美國疆獨組織合組的東突厥斯坦流亡政府在美國華盛頓成立。
- 9月15日——中国首都各界隆重纪念全国人民代表大会成立五十周年。
- 9月16日～19日——中国共产党第十六届中央委员会第四次全体会议在北京举行。全会听取和讨论了中共中央总书记胡锦涛受中央政治局委托作的工作报告，审议通过了《中共中央关于加强党的执政能力建设的决定》。
- 9月16日——第22届中国电视金鹰奖揭晓。
- 9月17日——「閩莆漁11098號」船老大兄弟倆和其他4名船員，在東碇島外海17海浬炸魚，被公安發現，漁工還一度拿炸藥和公安對峙，公安突然開火，6個人跳海，4、50噸級的漁船爆炸，油污蔓延海面。跳海的6名漁工，到國軍駐守的東碇島求救，2名失蹤，4名漁工被海巡隊救回金門新湖漁港，2名受槍傷的漁工，被緊急送到國軍花崗石醫院急救。中國公安船守在距東碇島3千公尺的海上「要人」，場面一度緊張，海巡隊漏夜偵訊，警巡署將先調查大陸漁民的真實身分及犯罪事實，再依法處理[2]。
- 9月18日——苏州市民得知日本化妆品公司SK2计划在9.18在苏州最繁华的商业中心观前街开业，组织9.18示威游行活动。苏州的多家大型外资/台资/民营企业工作的职员进了自发的准备，苏州市政府拒绝了这次申请，并没收其印制的文化衫。广大市民自发活动以个人身份去观前街示威。警方将此次游行集会称为“非法”。
- 9月19日——中国共产党第十六届中央委员会第四次全体会议经过认真讨论，决定同意江泽民辞去中共中央军事委员会主席的职务，决定胡锦涛任中共中央军委主席，徐才厚任中共中央军事委员会副主席。中国共产党正式提出了“建立和谐社会”的历史目标。
- 9月20日——山东莒县第一实验小学发生一起恶性事件，一名男子持菜刀砍伤25名小学生。
- 9月21日——中国开始向符合要求的外国人发放《外国人永久居留身份证》。2008年奥运会的“倒计时钟”在位于北京天安门广场东的中国国家博物馆前正式启动。中国首都各界隆重庆祝中国人民政治协商会议成立55周年。
- 9月22日——中国与东盟10国专家在苏州召开反恐研讨会。中央电视台新台址建设工程开工。
- 9月23日——第五届中国金鹰电视艺术节在长沙召开，中国全国人大常委会副委员长司马义·艾买提宣布开幕。上海合作组织成员国总理第三次会议发表了联合公报，强调应对安全威胁重要性。名列台湾“十大通缉要犯”的黑帮首领薛球和陈益华从中国大陆遣返回台湾，准备接受审讯。
- 9月25日——2004中国曲阜国际孔子文化节在孔子故里山东曲阜开幕，纪念孔子诞辰2555年。
- 9月26日——中共中央军委会举行晋升上将仪式，张定发、靖志远两人晋升上将军衔。
- 9月21日～25日——时任国务院总理温家宝应邀正式访问吉尔吉斯共和国并出席在比什凯克举行的上海合作组织成员国总理第三次会议、正式访问俄罗斯并举行中俄总理第九次定期会晤。
- 9月22日——《2004超级女声》总决赛揭晓，安又琪获得年度总冠军，亦成为中国内地乐坛史上首位选秀冠军；王媞、张含韵分别获得亚军和季军。
- 9月23日——国务院批准，哈尔滨市人民政府驻地从道里区石头道街迁至松北区世纪大道。
- 9月24日——中国国务院总理温家宝抵达莫斯科，开始其上任后首次对俄罗斯的访问。在与俄罗斯联邦总理米哈伊尔·弗拉德科夫举行的联合记者招待会上，两国总理强调将加强两国在能源领域的合作，俄罗斯将在未来增加对华的石油出口，并合作进行天然气的开发。两国总理也草签了俄罗斯加入世界贸易组织的双边协议。一级方程式赛车中国上海赛道正式启用，各车队已经完成了两轮的练习赛。这是F1首次在中国设赛站。
- 9月28日——Google新闻中国版对新闻来源进行自我审查，Google称此举出于无奈。

### 10月
- 10月1日——中央电视台西班牙语法语频道(CCTV-E&F)、中央电视台海外戏曲频道(CCTV-戏曲)正式开播，CCTV-1实现全天24小时播出。
- 10月2日——北京国安在客场挑战沈阳金德队的中超比赛中，由于不满裁判周伟新的点球判罚，上演了中国足球史上第一起有组织的罢赛事件 。
- 10月8日——《综艺大观》正式停播，退出CCTV-3。
- 10月8日——辽沈地区著名民生类新闻节目《新北方》在辽宁广播电视台都市频道首播。联合国安理会通过了由中俄等国提出的关于反恐的第1566号决议，标志着以反恐为核心的国际认同体系基本形成，新的世界理念初步形成，同时标志着自冷战形成的国际秩序崩溃后新的国际秩序认同理念初步形成。
- 10月10日——广东防治SARS（严重急性呼吸综合征）科技攻关组的专家在“广东省传染性非典型肺炎(SARS)防治研究”科技成果的鉴定会上认定：果子狸是SARS冠状病毒的主要载体。黑龙江省发现树龄1200年的红豆杉。
- 10月11日——中国气象局发出公报，最新的监测结果表明，目前赤道附近的太平洋海域已进入厄尔尼诺现象，并在继续发展。
- 10月14日——中国东北、蒙古东北部、朝鲜半岛大部、日本大部、俄罗斯远东在10月14日上午到中午出现日偏食。9日发生的巴基斯坦2名中国工程师被绑架事件，于当地时间中午12时15分左右基本了结
- 10月17日——陕西省岐山县周公庙遗址，西周最高等级墓葬群的考古发掘工作正式开始。
- 10月20日——郑煤集团大平煤矿特大事故147死1失踪。中国广播电影电视总局发布禁止播放用方言译制境外影视片的通知。
- 10月22日9——贵州黔西南州贞丰县挽澜联营煤矿瓦斯爆炸，15人死亡，3人受伤。
- 10月26日——美国国务卿鲍威尔接受凤凰卫视采访时说，台湾不是一个主权独立的国家。中国湖南长沙下午1时40分一辆公交车爆炸，50余人伤相当一部分是学生，无死亡报道
- 10月27日——四川省漢源縣爆發大規模農民暴動；數萬農民不滿壓低移民賠償標準，先到大渡河瀑布溝電站靜坐，阻止大壩截流，與武警衝突中有農民被打死，多人受傷；憤怒的農民和當地學生舉行近十萬人遊行示威，衝擊縣政府。政府發出通告，聲稱要嚴肅處理少數煽動群眾阻止國家重點工程建設，衝擊政府部門的不法分子。
- 10月28日——月全食。由于全过程发生在北京时间9:15~12:53，仅新疆最西端能看到开头偏食阶段的一小部分。第二批赴南非野化训练的华南虎崽启程。
- 10月29日——中国人民银行宣布从即日起调高存贷款基准利率0.27个百分点，这是中国央行9年以来首次提高利率水平。
- 10月31日——神舟六号飞船将于明年适当时候发射升空，飞行时间由1天增加到5天（具有飞行7天的能力），航天员由1名增加到两名。

### 11月
- 11月1日——空中客车公司在珠海航展上宣布，该公司将于2005年在中国成立空中客车飞机研发中心，到2008年之前将招收200名工程师。2004年度全球城市综合竞争力排名：新加坡位居冠军，香港列第二，台北和上海分别名列第十一和第二十五位，北京名列第三十五位。北京奥运新闻中心正式启动。
- 11月5日——山西朔州市平鲁区石崖湾煤矿301盘区瓦斯爆炸16人死亡。由中国中央电视台（CCTV）组织，100多位专家组成评审团，根据国家统计局资料，并委托国家经济调查中心发问卷调查，从288中国城市中评出10个最具经济活力城市，和4个单项最佳，它们为：杭州（同时被评为应急能力最佳城市）； 无锡（同时被评为最受农民工欢迎城市）； 青岛（同时被评为最受企业家欢迎城市）； 大连（同时被评为最受当地人民喜爱城市）； 沈阳；苏州；东莞；成都；温州和深圳。
- 11月10日——中国人民解放军海军所属的一艘091型核潜艇从日本南部海域穿越、返回母港，日方派出海上自卫队前往驱逐，即「汉级核潜艇穿越事件」。
- 11月11日~23日——中国国家主席胡锦涛对巴西、阿根廷、智利和古巴四国进行国事访问，并出席了智利首都圣地亚哥的亚太经合组织第12次领导人非正式会议。
- 11月11日——河南平顶山市鲁山县新生煤矿南店报废井区瓦斯爆炸33人死亡，2人重伤，4人受伤。
- 11月12日——日本确定进入其领海的一艘不明国籍潜艇为中国核潜艇。日本向中国提出抗议，中国表示不知情需调查。
- 11月13日——四川成都市彭州市白鹿镇宏盛煤矿瓦斯爆炸，11人受伤。19人死亡，
- 11月15日——中国运行最快的超级计算机──每秒峰值运算速度11万亿次的曙光4000A在上海超级计算中心正式启动，标志着成为继美、日之后第三个跨越10万亿次计算机研发和应用的国家
- 11月17日——广州天河体育场举行2006年世界杯足球赛亚洲区预选赛小组赛最后一轮比赛。中国队7-0大胜中国香港队，总进球数比科威特队少1个，小组未出线。
- 11月18日——在西昌卫星发射中心用“长征”二号丙运载火箭，成功地将科学试验小卫星“试验卫星”二号送入太空。南水北调东线一期工程韩庄运河万年闸泵站开工建设。兰州医学院正式并入兰州大学。国家环保总局中国环境监测总站公布《2003年城市声环境质量报告》显示，城市区域声环境质量较好、且排在前十名的城市分别是：济南、烟台、银川、西宁、合肥、秦皇岛、宁波、乌鲁木齐、沈阳和桂林
- 11月20日——河北邢台市沙河市白塔镇章村李生文联办一矿火灾，70人死亡。
- 11月21日——中國東方航空5210號班機空難。
- 11月23日——山西太原市万柏林区王封乡王封村红花沟煤矿爆炸12人死亡。
- 11月26日——首届亚洲音乐盛典（Asia Song Festival）在位于韩国首尔的蚕室综合运动场隆重举行。中国内地则有杨坤和孙楠出席。海口市长陈成出任海南省副省长。
- 11月28日——陕西陈家山矿难。全国青少年网络协会正式推出《绿色游戏推荐标准》。该标准通过12项指标，将游戏分为适合全年龄段、初中生年龄段、高中生年龄段、18岁以上年龄段和危险级共5个等级。
- 11月28日～30日——中国国务院总理温家宝对老挝进行国事访问，出席在万象举行的第六次中日韩领导人会议、第八次中国与东盟领导人会议(10+1)和东盟与中日韩领导人会议(10+3)。
- 11月29日——央视数字付费电视《城市体育》频道更名为《高尔夫·网球》频道，《足球》频道更名为《风云足球》频道。
- 11月30日——创维集团董事长黄宏生被香港廉政公署拘捕。北京青年报
- 11月，日方指责中国的潜水艇进入日本海域。

### 12月
- 12月1日——《财经报道》正式停播，撤出CCTV-13。12月1日贵州六盘水市盘县特区淤泥乡说么备煤矿瓦斯爆炸16人遇难。
- 12月5日——中国第一条跨海铁路粤海铁路客运正式开通。
- 12月7日——朱镕基获得欧洲中小企业奖。据《中国青年报》报道，一份由中国人力资源开发网主持完成的题为《中国“工作倦怠指数”调查结果》的调查报告表明，世界范围内普遍存在的工作倦怠（又称“职业枯竭”）现象正在袭扰中国，其中公务员倦怠程度最高。
- 12月9日——中央人民广播电台文艺之声正式开播。山西阳泉市盂县南娄镇大贤三坑瓦斯爆炸33人遇难。
- 12月9日——由冯小刚执导的年度贺岁电影《天下无贼》上映。
- 12月12日——贵州省铜仁地区思南县天池煤矿透水，21死15失踪，经济损失780多万元。北京天文馆新馆落成开放。
- 12月15日——香港非官方组织的“中国城市竞争力研究会”发布了“2004（第三届）中国城市竞争力排行榜”，在281个参评城市中，青岛在城市投资环境排行榜上名列第一。
- 12月16日——黄小晶任福建省代省长。中国政府强烈要求日方立即取消允许李登辉访日决定。杨振宁要娶28岁硕士生，预计明年一月结婚。
- 12月17日——山西省左云县红窑沟煤矿火灾，矿主并未组织救援，而是将井口封上，数月之后才打开井口转移尸体，事故死亡人数不明。北京计划制定《反分裂国家法》。第三届世界华裔数学家大会召开。
- 12月18日——浙江电视台少儿频道正式开播。维权人士叶国柱在北京被以寻衅滋事罪判刑四年。
- 12月20日——哈尔滨太阳岛第十七届雪雕艺术博览会正式开幕。大理至丽江的大丽铁路开工建设。澳門今天上午舉行升旗典禮，中共中央總書記、中国國家主席胡錦濤發表談話。
- 12月21日——中國加強打擊盜版行為，情節嚴重者可判三到七年有期徒刑。无国界记者在巴黎頒發給中國著名異見作家劉曉波“捍衛言論自由獎”。
- 12月22日——山西临汾地区临汾市乡宁县南午沟煤矿有害气体窒息13人死亡，1人受伤。格林納達"願放棄台灣投奔中國"。
- 12月25日——《反分裂国家法》草案首次提请十届全国人大常委会第十三次会议审议。
- 12月26日——印度洋海啸，中国政府鼓动人们捐款。中国国家语言文字工作委员会发布的“中国语言文字使用情况”调查结果获悉，中国有约53％人口能够使用普通话交际
- 12月27日——国务院新闻办公室发表《2004年中国的国防》白皮书，这是中国自1995年以来第五次发表国防白皮书。
- 12月28日——CCTV-12正式由“西部频道”更名为“社会与法频道”。深圳地铁1号线、4号线开通运营。深圳成为了中国大陆第五个拥有轨道交通的城市，也是历史以来第一个一开始就有换乘站的城市。上海地铁1号线北延伸段（上海火车站站至共富新村站）开通运营。中国首次公布国家机关新闻发言人名单联络方式。中国110座城市面临严重缺水。广东东莞骚乱事件已有13人被捕。
- 12月30日——中国西气东输工程全线投产并开始商业运营。
- 12月日本内阁会议通过的新《防卫计划大纲》除了再次渲染“朝鲜威胁论”外，首次把“中国威胁论”写入。首相助理川口顺子则游说欧盟不要解除对华军售禁令。日本政府接连放风说“不久将停止对华日元贷款”。日本政府李登辉赴日活动发放签证。中方反对。